# Evidence (Faith No More)
Evidence è un singolo del gruppo musicale statunitense Faith No More, il terzo estratto dall'album King for a Day... Fool for a Lifetime nel 1995.

## Tracce
CD singolo (Europa)
1. Evidence (Edit) – 3:54
2. Das Schützenfest – 2:58
3. Faith No More Interview – 9:27

CD singolo (Regno Unito)
1. Evidence (Edit) – 3:54
2. Midlife Crisis (Live) – 3:26
3. Epic (Live) – 4:48
4. We Care a Lot (Live) – 4:05

CD singolo (Australia)
1. Evidence (Edit) – 3:54
2. Digging the Grave – 3:04
3. Spanish Eyes – 2:59
4. Evidence (Album version) – 4:53

7" (Stati Uniti)
- Lato A

1. Evidence (Edit) – 3:54

- Lato B

1. Get Out – 2:17

## Classifiche
| Classifica (1995)          | Posizione massima |
| -------------------------- | ----------------- |
| Australia                  | 27                |
| Nuova Zelanda              | 38                |
| Paesi Bassi                | 42                |
| Regno Unito                | 32                |
| Regno Unito (rock & metal) | 1                 |